# Älgarås
Älgarås – miejscowość (tätort) w Szwecji, w regionie administracyjnym (län) Västra Götaland (gmina Töreboda).
Miejscowość jest położona w północno-wschodniej części prowincji historycznej (landskap) Västergötland, ok. 50 km na północ od Skövde. Przez Älgarås przebiega magistrala kolejowa Västra stambanan.
W południowej części miejscowości znajduje się drewniany kościół Älgarås kyrka, datowany na lata 60. XV w. Podczas przeprowadzonych w 1979 r. wykopalisk archeologicznych odkryto fundamenty wczesnośredniowiecznego kościoła drewnianego, prawdopodobnie kościoła o konstrukcji słupowej.
Na przełomie XII i XIII w. w okolicy Älgarås znajdowała się jedna z rezydencji królewskich (Älgarås kungsgård). W 1205 r. rozegrała się tutaj bitwa pod Älgarås między stronnikami rywalizujących o władzę królewską rodów Swerkerydów i Erykidów.
W 2010 r. Älgarås liczyło 417 mieszkańców.